# الزقارة

تعديل مصدري - تعديل

الزقارة هي إحدى قرى عزلة القارة بمديرية رصد التابعة لمحافظة أبين، بلغ تعداد سكانها 28 نسمة حسب تعداد اليمن لعام 2004.